# Tres recuerdos de mi juventud
La película Tres recuerdos de mi juventud (en francés, Trois souvenirs de ma jeunesse) es una cinta francesa dirigida por Arnaud Desplechin y estrenada en 2015. La obra es una precuela de la película del mismo director Comment je me suis disputé... (ma vie sexuelle), estrenada cerca de veinte años antes. 
La película fue nominada en once categorías – primera película en nominaciones múltiples – para los premios César 2016. Su director, Desplechin recibió su primer César al mejor director.

## Argumento
Un antropólogo próximo a los cincuenta años, Paul Dédalus, que vuelve a Francia después de varios años de ausencia, rememora las escenas que marcaron su juventud. Construida en tres partes y un epílogo, la cinta se inicia con los recuerdos de su niñez, en Roubaix: una madre enfermiza y violenta, un padre atormentado y unos hermanos marcados por una vida desordenada y sin sentido. En la segunda parte, la película se recrea en los recuerdos de adolescencia de Dédalus, en especial, su viaje a Minsk, una capital occidental de la antigua URSS, en el que es capaz de jugarse el tipo por ayudar a un grupúsculo judío. La tercera parte, la más larga de la cinta, Paul Dédalus se adentra en una bella historia de amor. Paul, que apenas tiene veinte años y estudia Antropología en París, conoce a una chica del instituto de Roubaix, Esther, que tiene 16 años. El epílogo cerrará el filme con el encuentro de dos viejos amigos: Dédalus y Kovalski, que ante la esposa del último ajustarán cuentas de su pasado con Esther.

## Rodaje

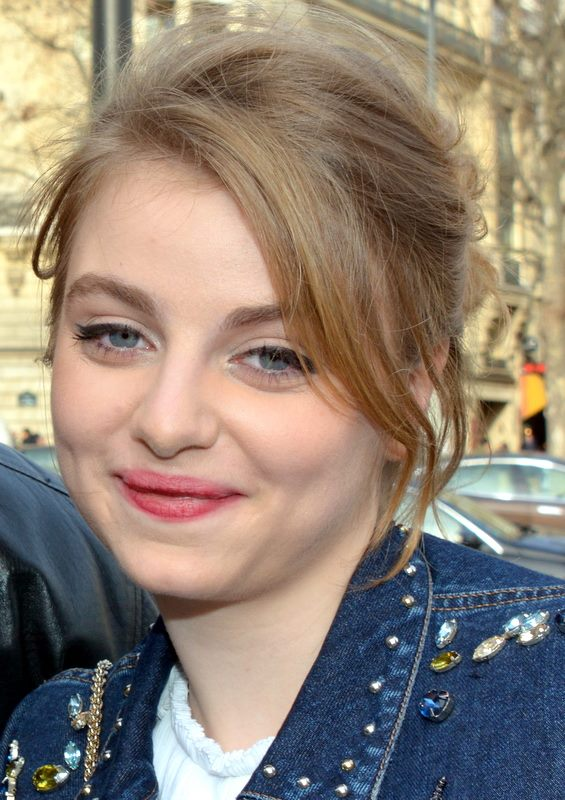
Lou Roy-Lecollinet en los premios César.

El rodaje empezó durante el verano de 2014, principalmente en la ciudad francesa de Roubaix y en la región de Lille, así como en París. Siguió hasta el comienzo del mes de noviembre, con las últimas escenas rodadas en Saint-Germain-en-Laye. Las partes que se desarrollaban en Bielorrusia y en el Tayikistán fueron rodadas con un equipo reducido en los países citados el mes de septiembre de 2014.
Durante el rodaje la película se titulaba Nos Arcadies y llevaba por subtítulo Tres recuerdos de juventud. Sin embargo, al final la cinta adquiere su título definitivo para ser exhibida en salas, Trois souvenirs de ma jeunesse, a comienzos de 2015. Desde entonces, se habla de su posible selección para participar en el festival de Cannes. En efecto, la película fue seleccionada para participar en la sección la Quincena de los directores del festival de Cannes.

## Reparto
| - Quentin Dolmaire (Paul Dédalus ) - Lou Roy-Lecollinet (Esther ) - Mathieu Amalric (Paul adult)) - Dinara Droukarova (Irina) - Cécile Garcia-Fogel (Jeanne Dédalus) - Françoise Lebrun (Rose) - Irina Vavilova (Mme Sidorov) | - Olivier Rabourdin (Abel Dédalus) - Elyot Milshtein (Marc Zylberberg) - Pierre Andrau (Kovalki) - Lily Taieb (Delphine Dédalus) - Raphaël Cohen (Ivan Dédalus) - Clémence Le Gall (Pénélope) - Théo Fernandez (Bob) | - Anne Benoît (Louise) - Yassine Douighi (Medhi) - Ève Doé-Bruce (Profesora Béhanzin) - Mélodie Richard (Gilberte) - Pierre-Benoist Varoclier (Yorick) - Éric Ruf (Kovalki adult) - Patrick d'Assumçao (The Monk) |

## Recibimiento crítico
Presentada en el festival de Cannes el 15 de mayo de 2015, la película tuvo una buena acogida. El periódico Libération observa la exactitud con la cual Arnaud Desplechin pasa cuentas de la adolescencia, no una manera con el episodio del dinero entregado a los judíos en URSS y la entrega del pasaporte de Paul.

## Premios y nominaciones

### Premios
| Año  | Ceremonia o recompensa                               | Premio                                       | Premiado                       |
| ---- | ---------------------------------------------------- | -------------------------------------------- | ------------------------------ |
| 2015 | Festival de Cine de Cannes 2015                      | Premio SACD de la Quinzaine des réalisateurs |                                |
| 2015 | Festival de cine de Cabourg                          | Mejor realizador                             | Arnaud Desplechin              |
| 2015 | Le Masque et la Plume # Prix des auditeurs du Masque | Mejor película francesa del año              |                                |
| 2016 | Premio Jacques-Prévert                               | Mejor escenario original                     | Arnaud Desplechin y Julie Peyr |
| 2016 | Premios Lumières                                     | Premio Lumières al mejor realizador          | Arnaud Desplechin              |
| 2016 | Premios Lumières                                     | Mejor música                                 | Grégoire Hetzel                |
| 2016 | César de cine 2016                                   | César al mejor realizador                    | Arnaud Desplechin              |

### Nominaciones
| Año  | Ceremonia o recompensa       | Premio                                            | Nominaciones                                        |
| ---- | ---------------------------- | ------------------------------------------------- | --------------------------------------------------- |
| 2016 | César de cine 2016           | César a la mejor película                         |                                                     |
| 2016 | César de cine 2016           | César al mejor actor revelación                   | Quentin Dolmaire                                    |
| 2016 | César de cine 2016           | César a la mejor actriz revelación                | Lou Roy-Lecollinet                                  |
| 2016 | César de cine 2016           | César al mejor guion                              | Arnaud Desplechin y Julie Peyr                      |
| 2016 | César de cine 2016           | César a la mejor fotografía                       | Irina Lubtchansky                                   |
| 2016 | César de cine 2016           | César al mejor montaje                            | Laurence Briaud                                     |
| 2016 | César de cine 2016           | César al mejor sonido                             | Nicolas Cantin, Sylvain Malbrant, Stéphane Thiébaut |
| 2016 | César de cine 2016           | César al mejor decorado                           | Toma Baquéni                                        |
| 2016 | César de cine 2016           | César al mejor vestuario                          | Nathalie Raoul                                      |
| 2016 | César de cine 2016           | César a la mejor música escrita para una película | Grégoire Hetzel                                     |
| 2016 | Premios Lumières 21ª edición | Premio Lumières a la mejor película               |                                                     |
| 2016 | Premios Lumières 21ª edición | Premio Lumières al mejor actor revelación         | Quentin Dolmaire                                    |
| 2016 | Premios Lumières 21ª edición | Premio Lumières a la mejor actriz revelación      | Lou Roy-Lecollinet                                  |
| 2016 | Premios Lumières 21ª edición | Premio Lumières al mejor escenario                | Arnaud Desplechin y Julie Peyr                      |
| 2016 | Premios Lumières 21ª edición | Premio Lumières a la mejor fotografía             | Irina Lubtchansky                                   |